# کنر گوتیه‌رز
کنر گوتیه‌رز (انگلیسی: Kenner Gutiérrez؛ زادهٔ ۹ ژوئن ۱۹۸۹) بازیکن فوتبال اهل کاستاریکا است.
وی همچنین در تیم ملی فوتبال کاستاریکا بازی کرده‌است.